# Березино (Житомирская область)
Березино́ (укр. Березине) — село на Украине, основано в 1875 году, находится в Малинском районе Житомирской области.
Код КОАТУУ — 1823480803. Население по переписи 2001 года составляет 112 человек. Почтовый индекс — 11650. Телефонный код — 4133. Занимает площадь 0,496 км².

## История
В 1946 году указом ПВС УССР село Берковка переименовано в Березино.

## Адрес местного совета
11651, Житомирская область, Малинский р-н, с.Горынь